# Aileu (tỉnh)
Aileu là một Tỉnh của Đông Timor. Quận có dân số là 36.889 (điều tra năm 2004) và diện tích là 729 km². Quận lị cũng tên là Aileu. Các xã trong quận là Aileu, Laulara, Lequidoe và Remexio.
Aileu nằm ở phần tây bắc của Đông Timor và là một trong hai quận duy nhất không giáp biển của quốc gia này, quận còn lại là Ermera. Aileu giáp với Dili ở phía bắc, Manatuto ở phía đông, Manufahi ở phía đông nam, Ainaro ở phái nam, Ermera ở phái tây, và Liquiçá ở phía tây bắc. Aileu vốn là một phần của quận Dili những đã được tách ra trong những năm cuối thời kỳ thuộc địa Bồ Đào Nha.

## Phát triển
Do có vị trí gần gũi với Dili và giao thông thuận lợi, quận Aileu là tâm điểm trong một số chương trình phát triển của các tổ chức phi chính phủ, bao gồm WaterAid, World Vision và Plan International. Hội đồng thành phố Hume và Moreland tại Melbourne Australia, đã thiết lập quan hệ hữu nghị với quận Aileu, được gọi là "Những người bạn của Aileu".
|  |